# Đinh Quang Hợp
Đinh Quang Hợp (sinh năm 1935) là nhạc sĩ người Việt Nam. 

## Tiểu sử[2]
Đinh Quang Hợp dinh trưởng trong một gia đình sống trong vùng đất có truyền thống hát chèo và dân ca. Chính vì vậy, ông gắn bó với âm nhạc khi còn nhỏ tuổi. Năm 1953, Đinh Quang Hợp lên đường nhập ngũ, chiến đấu trong Quân tình nguyện Việt Nam tại Lào. Đây là dịp để ông biết thêm dân ca của nước bạn. Vì vậy, những tác phẩm đầu tay của ông đậm chất hữu nghị Việt-Lào: Việt Lào xamakhi điêu căn (ca khúc), Tình Việt Lào (nhạc kịch, tác phẩm giúp ông nhận thưởng tại Đại hội Liên hoan Văn công toàn quốc). Vào năm 1960, Đinh Quang Hợp học sáng tác hệ trung cấp và đại học tại Trường Âm nhạc Việt Nam (nay là Nhạc viện Hà Nội). Với vốn dân ca được tiếp thu từ nhỏ, công thêm những gì được học ở trường lớp, ông viết các ca khúc Tiếng hát sông Lam, Nhịp cầu sông Mã được công chúng yêu thích. Trong khoảng thời gian 1969-1972, ông thực tập cấp trên đại học tại Sofia, Bulgaria và tốt nghiệp với bản giao hưởng Cuộc chiến đấu vĩ đại. Trở về nước, Đinh Quang Hợp giảng dạy, quản lý tại Nhạc viện Hà Nội, rồi làm giám đốc Công ty Biểu diễn Nghệ thuật Việt Nam (VINACONCERT) cho đến ngày nghỉ huu. Trong thời kỳ này, ông sáng tác nhiều tác phẩm khí nhạc.

## Phong cách sáng tác[3]
Âm nhạc của Đinh Quang Hợp có giai điệu mượt mà, thơ mộng, đậm màu sắc dân gian-dân tộc.

## Các sáng tác[4]
Đinh Quang Hợp đã viết:
- Các tác phẩm khí nhạc như:

- Cuộc chiến đấu vĩ đại (1972)
- Sonata cho piano Nước xoáy
- Khúc tùy hứng Êđê cho piano
- Sonata cho violin và piano Cô gái đất dừa
- Tam tấu đàn thập lục Ngày hội xuân
- Hòa tấu nhạc cổ truyền Trên đồng ruộng quê hương

- Các ca khúc, đáng chú ý có:

- Việt Lào xamakhi điêu căn (1953)
- Tiếng hát sông Lam
- Nhịp cầu sông Mã
- Vinh quang Tổ quốc ta (hợp xướng, 1975)
- Làng mới trên đất biển (1976)
- Câu hò trên những dòng kênh
- Tình em với suối (1978)
- Tôi hát khi tầu xa bến (1979)
- Mùa thu ấy, mùa thu nay (1980)
- Gửi em khúc hát về rừng (1981)
- Bức thư sông Đà (1983)
- Gỗ vượt dốc (1984)
- Ta hát tiếp lời ca thời đại (1986)
- Ánh mắt vào đời (1987)

Ngoài ra, Đinh Quang Hợp còn viết một số sách, tiêu biểu là Phối khí cho nhạc cụ cổ truyền